# Бадалбейлі Фархад
Фархад Шамсі огли Бадалбейлі (азерб. Fərhad Şəmsi oğlu Bədəlbəyli; *27 грудня 1947, Баку) — азербайджанський піаніст, музичний педагог, кінокомпозитор. Син режисера Шамсі Бадалбейлі.
Закінчив Азербайджанську консерваторію імені Гаджибекова (1969, клас Майора Бреннера) та аспірантуру Московської консерваторії (під керівництвом Белли Давидовича). В 1968 році розділив перше місце на Міжнародному конкурсі піаністів імені Віани так Мотта в Лісабоні. З 1971 року викладає в Азербайджанській консерваторії, з 1983 року — професор, з 1991 року — її ректор. Удостоєний почесних звань Заслужений артист Азербайджанської РСР (1972), народний артист Азербайджанської РСР (11.01.1978), народний артист СРСР (1990). 

## Автор музики до фільмів
1. Azadlıq Məşəli (1967)
2. Böyük Ömrün Anları (2006)
3. Fərhad (1987)
4. Heydər Əliyev. Üçüncü Film. Moskva. Kreml (1999)
5. Kədərimiz… Vüqarımız… (1998)
6. Maestro Niyazi (2007)
7. Memar (2006)
8. Mənə İnanın! (2007)
9. Nəğməkar Torpaq (1981)
10. Ötən Ömrün Notları (2003)
11. Üç Eskiz (1978)
12. Ürək Nəğməsi (1989)
13. Üzeyir Ömrü (1981)